# Lubań
Lubań [ˈlubaɲ] (en alemany: Lauban; Txec: Lubáň), de vegades anomenat Lubań Śląski (en anglès: Silesian Lubań; en alt Sòrab: Lubań Šlešćina); és una ciutat del voivodat de la Baixa Silèsia al sud-oest de Polònia. És la seu administrativa del comtat de Lubań i també de la Gmina Lubań més petita (tot i que no forma part del territori d'aquest últim, ja que la ciutat és una gmina urbana separada per dret propi).

## Geografia
Situada al nord de les muntanyes de Jizera a la riba occidental del riu Kwisa, Lubań es considera part de la regió històrica de l'Alta Lusàcia, tot i que estava més estretament associada amb la Baixa Silèsia a principis del segle XIV i des del 1815. Es troba a uns 25 quilòmetres a l'est de Görlitz i uns 45 quilòmetres al nord-oest de Jelenia Góra. Del 1975 al 1998 va formar part de l'antic Voivodat de Jelenia Góra.

## Història

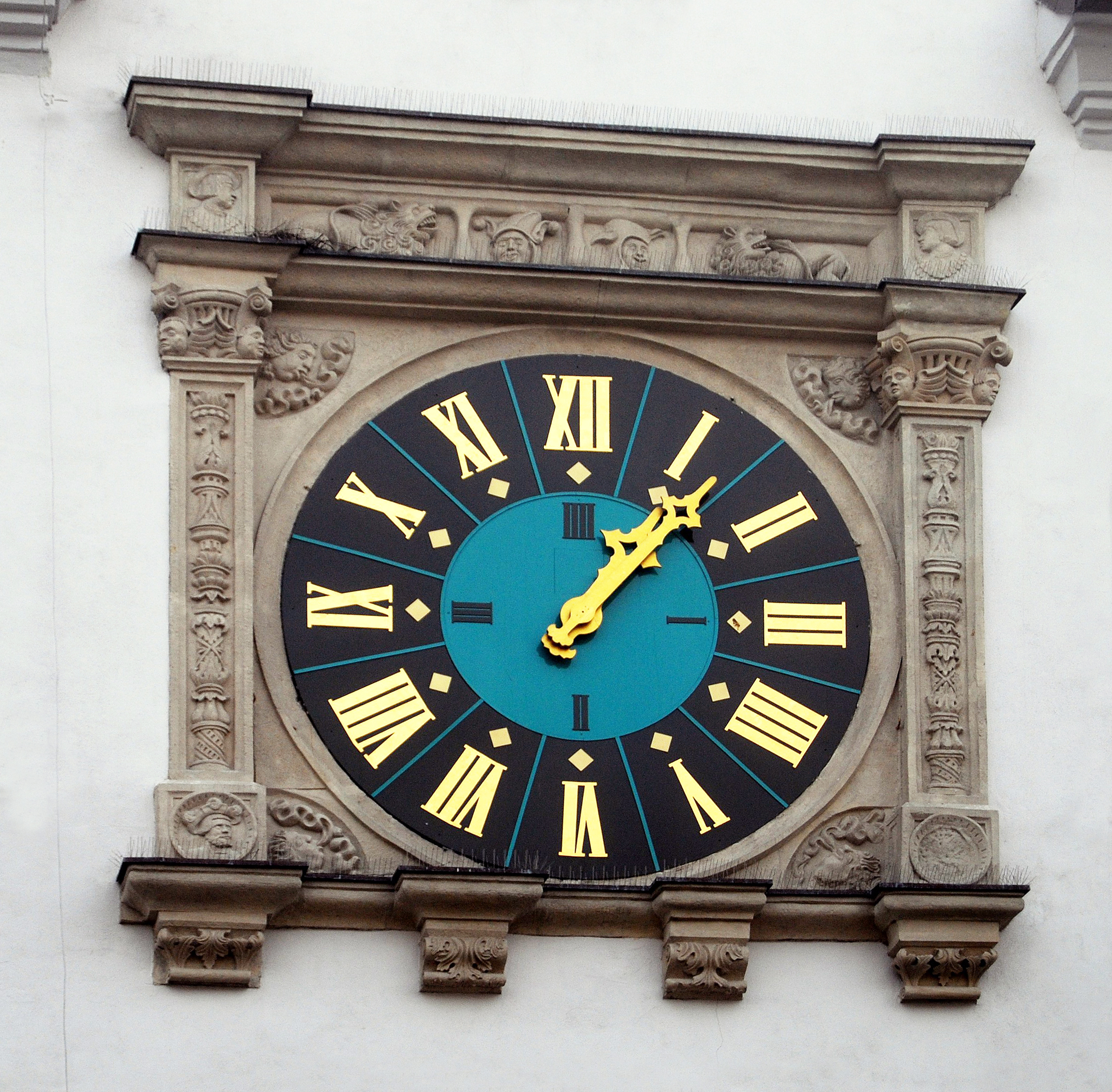
Rellotge principal de l'ajuntament a la plaça del mercat

La ciutat probablement està situada sobre un petit assentament establert per la tribu eslava occidental Bieżuńczanie, una de les antigues tribus poloneses, als segles IX i X. Bieżuńczanie juntament amb la tribu sòrab milceni, amb qui limitaven a l'oest, van ser sotmeses l'any 990 per la marca de Meissen. Del 1002 al 1031, la zona va formar part del Regne de Polònia. L'any 1156, l'emperador del Sacre Romanogermànic Frederic Barba-roja va concedir al seu aliat, el duc de Premíslida Vladislau II de Bohèmia, el territori al voltant de Bautzen (Budissin), llavors anomenat "Milsko", i després del segle XV anomenat "Alta Lusàcia".
Lauban va ser fundada a la primera meitat del segle XIII com a ciutat amb drets de Magdeburg en el curs de l'Ostsiedlung alemany. Va ser esmentat per primera vegada l'any 1268. Com moltes altres fundacions de ciutats sota el domini de la dinastia Premíslida, a causa de la seva ubicació favorable a la històrica ruta comercial de la Via Regia prop de la frontera amb el Ducat de Silèsia, Lubań es va expandir ràpidament. Des de l'any 1253 aproximadament, l'Alta Lusàcia havia estat temporalment sota el domini dels margravis d'Ascània Joan I i Otó III de Brandenburg. A finals del segle xiii, la primera fàbrica de cervesa de Lubań va ser fundada pels franciscans i la producció de draps va florir gràcies als colons flamencs. L'any 1297 es va produir un aixecament de drapers, que fou reprimit brutalment. Els seus dos líders van ser decapitats a la plaça del mercat.
El 1319, la ciutat va passar a formar part del ducat de Jawor sota el duc Piast Enric I de Jawor juntament amb les terres fins a la ciutat de Görlitz. Va construir un nou ajuntament, les ruïnes del qual avui es poden veure (Torre Kramarska). El centre de la ciutat medieval era un mercat quadrat amb carrers perpendiculars, que conduïa a quatre portes: Görlitzer Tor (Zgorzelecka) a l'oest, Brüdertor (Bracka), construït el 1318 juntament amb cortines de pedra pel duc Enric de Jawor, al sud, Nikolaitor (Mikołajska) a l'est i Naumburger Tor (Nowogrodziecka) al nord. El primer alcalde de la ciutat va ser Nikolaus Hermann, i Lubań va rebre el seu propi segell.

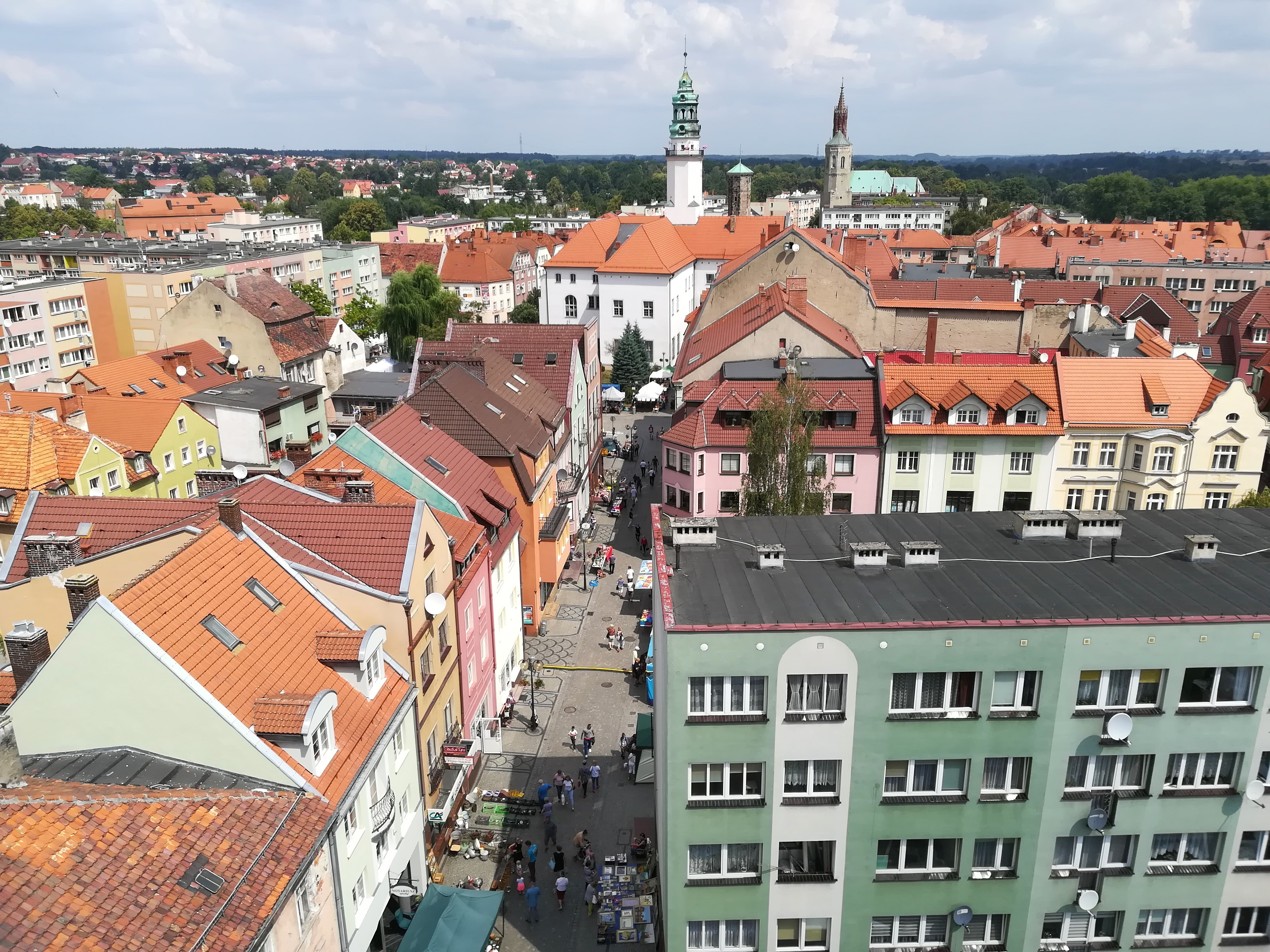
Nucli antic veient la torre Bracka

El 1346, la ciutat va passar a la Corona de Bohèmia. Sota el domini del rei de Bohèmia Carles IV de Luxemburg, llavors governant del Sacre Imperi Romanogermànic com a rei dels romans, Lauban el 10 d'agost de 1346 va establir la Lliga Lusàciana, juntament amb les ciutats de Bautzen, Görlitz, Kamenz, Löbau i Zittau. Dues vegades, però, el 1427 i el 1431, els hussites van enderrocar completament la ciutat; es va reconstruir ràpidament. En la seva història, la vila ha patit reiteradament grans incendis, que sovint arruïnaren tot el poble. Molts habitants van morir com a conseqüència de les plagues. El 1437, el rei de Bohèmia Segismon va eximir la ciutat d'impostos durant 15 anys.
El 1469, Lubań va passar a formar part d'Hongria. El 1490, va tornar a formar part del Regne de Bohèmia, ara governat per la dinastia dels Jagelló, i després del 1526 per la Casa dels Habsburg. El 1498, el rei de Bohèmia Vladislau II va establir una fira anual de vuit dies. Als segles XV i XVI, la cervesa va prosperar, i la cervesa local va ser popular a tota Lusàcia i Silèsia, fins i tot es va servir al famós Schweidnitzer Keller de Breslau (Wrocław).
Amb la pau de Praga del 1635, l'emperador dels Habsburg Ferran II en la seva qualitat de rei de Bohèmia va passar Lusàcia amb la ciutat a l'electorat de Saxònia. Com a conseqüència de la Guerra dels Trenta Anys, l'economia local es va enfonsar i els anys 1659, 1670 i 1696 la població va ser afectada per incendis. La prosperitat va arribar amb la Unió Polonesa-Saxona, quan del 1697 al 1706 i del 1709 al 1763 els electors saxons August II el Fort i Frederic August II també van ser reis de Polònia. La ciutat va prosperar gràcies a la producció de lli i draps, així com al comerç de bous polonesos. El 25 de juny del 1697, uns dies abans de ser elegit rei de Polònia, August II va visitar la ciutat. Durant el seu govern, es va construir el Dom pod Okrętem ("Casa sota el vaixell"). El 1734 va tenir lloc una il·luminació cerimonial de la ciutat en honor al rei August III de Polònia.

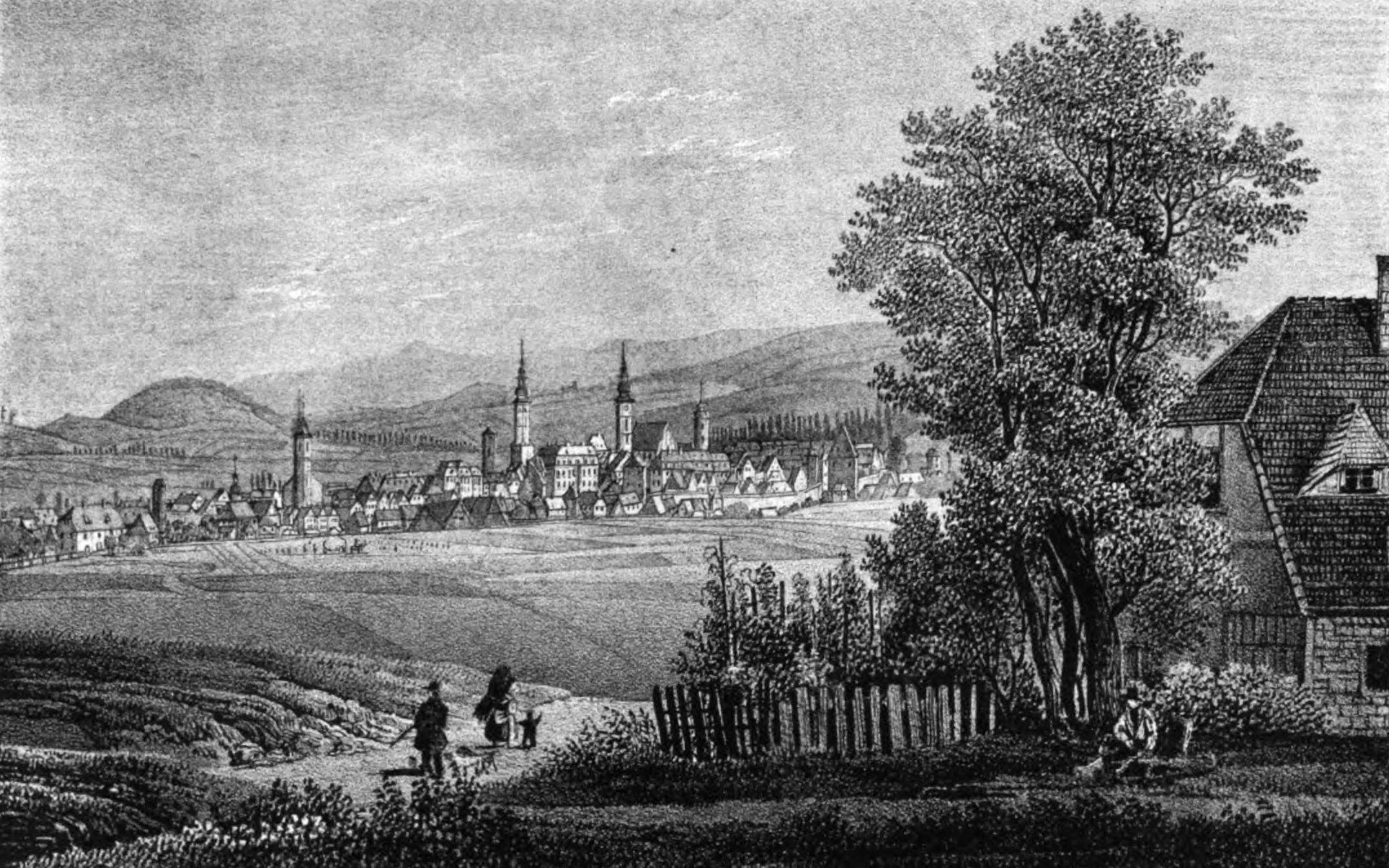
Vista de la ciutat de principis del segle XIX

Arran de les guerres napoleòniques, l'any 1815 el territori de Lusàcia al voltant de Lubań i Görlitz va caure en mans del Regne de Prússia després del Congrés de Viena i va ser incorporat a la Província de Silèsia. El 1865 i el 1866, Lubań va obtenir connexions ferroviàries amb Görlitz i Hirschberg (actual Jelenia Góra). Després de la unificació d'Alemanya el 1871, la ciutat va passar a formar part de l'Imperi alemany.

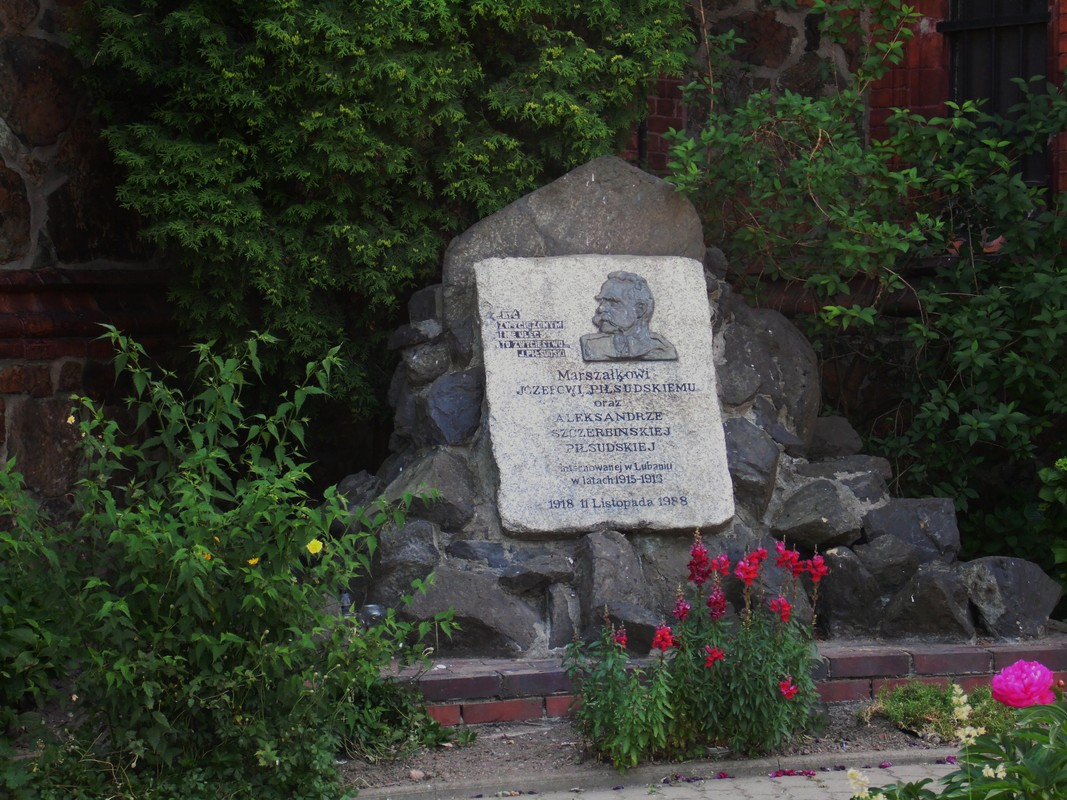
Làpida commemorativa dedicada al mariscal de Polònia Józef Piłsudski i la seva dona Aleksandra Piłsudska

Durant la Primera Guerra Mundial, Lubań va ser el lloc d'un gran camp de presoners de guerra, els primers presoners del qual, a partir de setembre de 1914, van ser soldats de la Rússia Imperial, inclosos polonesos i georgians reclutats a l'exèrcit rus (gran part de les terres poloneses i georgianes) estaven sota domini rus abans de recuperar la independència d'ambdós països el 1918). A partir de 1915 també hi van ser empresonats soldats francesos, presos polítics i delinqüents comuns. Aleksandra Szczerbińska, la futura esposa del líder de la Polònia d'entreguerres Józef Piłsudski, hi va ser empresonada el 1916. Józef Piłsudski i Aleksandra Piłsudska es commemora avui a Lubań amb una pedra commemorativa. Durant la Segona Guerra Mundial, els nazis van crear nombrosos camps de treballs forçats a la ciutat, el més gran dels quals va ser Wohnheimlager GEMA, en el qual eren empresonades dones poloneses i russes. Dones poloneses i russes també van ser empresonades en altres camps, així com russos, hongaresos, francesos, letons i ucraïnesos. El districte actual de Księginki va ser la ubicació del subcamp de treball E231 del camp de presoners de guerra Stalag VIII-B/344 per a prigioniers de guerra aliats.
Lubań va ser el lloc d'una de les últimes victòries alemanyes nazis a la Segona Guerra Mundial. Després de ser presa a l'ofensiva de l'Alta Silèsia per l'Exèrcit Roig el 16 de febrer del 1945, la Wehrmacht va reprendre la ciutat amb èxit en un contraatac el 8 de març de 1945. Després de la guerra, la ciutat va passar a formar part de Polònia d'acord amb l'Acord de Potsdam i va ser rebatejada com Lubań. El 1945–46, els habitants alemanys restants van ser expulsats, i la ciutat va ser repoblada per polonesos, alguns dels quals eren expulsats de l'antiga Polònia oriental, que va ser annexada per la Unió Soviètica. A la dècada de 1950 els grecs, refugiats de la guerra civil grega, es van instal·lar a la ciutat i als seus voltants.
Entre 1992 i 2004, el mercat va ser renovat. Es van pavimentar els carrers i es van reconstruir les cases de poble al voltant de la torre Kramarska.

## Cultura

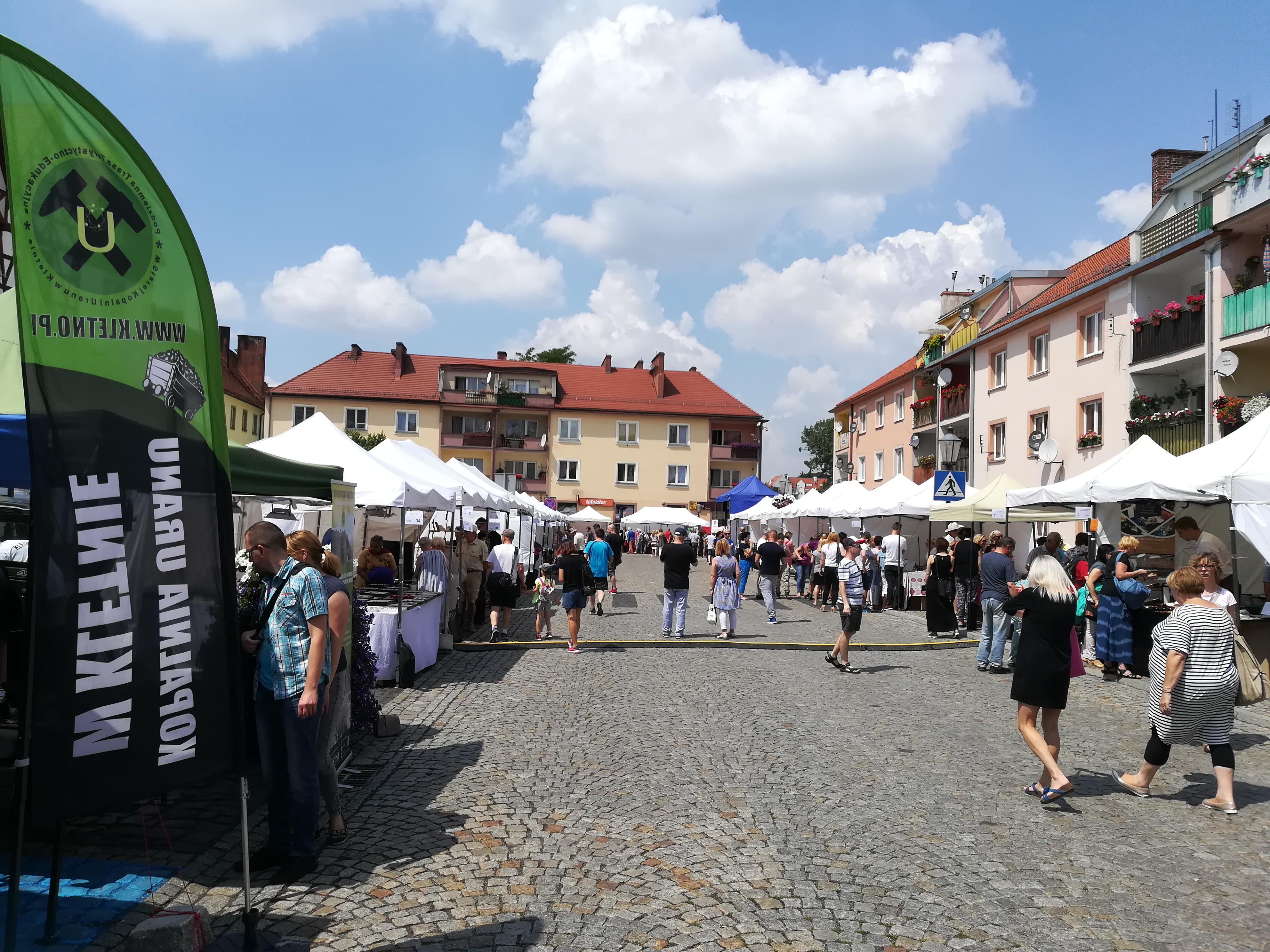
Festival de Minerals dels Sudets a Lubań el 2018

Lubań és el centre cultural de la municipalitat de Lubań. La ciutat té un centre cultural (Dom Kultury). També hi ha un museu regional.
Lubań és una parada dels trams polonesos de la ruta de pelegrinatge del Camí de Sant Jaume.

## Transport
Lubań té una estació d'autobusos i una estació de tren.
Des de l'any 2011 funciona un sistema de transport públic al municipi.
La carretera nacional polonesa 30 i les carreteres del voivodat 296, 357, 393 passen per la ciutat.
Els punts d'interès a Lubań inclouen:
- Torre Kramarska: restes de l'ajuntament gòtic del segle XIII
- Cortines de pedra (1318), fetes amb basalt d'una pedrera local. Darrere de les cortines hi havia quatre portes principals: Nowogrodziecka, Mikołajska, Bracka i Zgorzelecka.
- Bracka Donjon, construït el 1318 pel duc Enric I de Jawor
- Torre de Trynitarska (1320) al carrer Wrocławska, una resta de l'església de la Santíssima Trinitat
- Casa de la sal o casa dels cereals (en polonès: Dom Solny/Dom Zbożowy) de 1539, un edifici fet de basalt
- Ajuntament, construït entre el 1539 i el 1543, en estil renaixentista, que allotja el Museu Regional (Muzeum Regionalne)
- Fita del correu polonès-saxó de 1725 a la plaça del mercat[19]
- Casa sota el vaixell (en polonès: Dom pod Okrętem) (1715), la casa de la família Kirchoff, ara una oficina d'impostos
- Parc al turó de Kamienna Góra (14 hectàrees). Conté proves d'un volcà terciari extingit, com ara columnes de basalt o "bombes volcàniques"; també té un bosc amb arbres exòtics: Liriodendron tulipifera, Pinus pinea, Pinus nigra. Kamienna Góra també té un amfiteatre i una residència d'estil castell, construït el 1824 i reconstruït el 1909, amb vistes a les muntanyes dels Sudets (incloent-hi Śnieżka, el cim més alt).
- Una pedra commemorativa dedicada al mariscal de Polònia Józef Piłsudski i la seva dona Aleksandra Piłsudska[11]
- Església gòtica de la Santíssima Trinitat
- Edifici de l'antiga escola llatina, construït entre 1588 i 1591, que actualment allotja les oficines municipals

## Persones notables
- Martin Behm, pastor luterà, escriptor
- Johann Knöfel, compositor
- Jakob Bartsch, astrònom
- Konrad Gottlob Anton, orientalista
- Friedrich Wilhelm Alexander von Mechow, explorador de l'Àfrica
- Elisabeth von Saldern, Mare Superiora
- Karl Hanke, polític del NSDAP
- Otto Kuss, teòleg
- Albert Brux, oficial de la Wehrmacht
- Heinz Kessler, general, polític
- Horst Klaus, sindicalista
- Konrad Weiß, director de cinema
- Helmut Bakaitis, actor
- Jacek Dewódzki, músic
- Agnieszka Stanuch, piragüista d'eslàlom
- Angelika Jakubowska, model
- Zuzanna Efimienko, jugadora de voleibol
- Adriana Achcińska, jugadora de futbol